# William Stanley Jevons

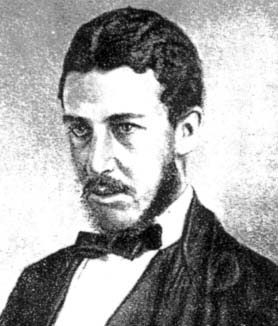
William Stanley Jevons

William Stanley Jevons (n. 1 septembrie 1835, d. 13 august 1882) este un economist și logician englez, considerat inițiatorul marginalismului englez. Fondatorul școlii matematice din economia politică, unul dintre fondatorii teoriei utilității marginale.
Jevons și-a întrerupt studiile de științe naturale la Londra în 1854 pentru a lucra ca analist la Sydney, unde a dobândit un interes în economia politică. Întorcându-se în Marea Britanie în 1859, a publicat Teoria matematică generală a economiei politice în 1862, subliniind teoria utilității marginale a valorii și o scadere serioasă în valoarea aurului în 1863. Pentru Jevons, utilitatea sau valoarea pentru un consumator al unei unități suplimentare a unui produs este invers proporțională cu numărul de unități din produsul pe care îl deține deja, cel puțin dincolo de o anumită cantitate critică.